# Uelliton
Uelliton da Silva Vieira, mais conhecido como Uelliton (Monte Santo, 28 de agosto de 1987), é um futebolista brasileiro que atua como volante. Atualmente defende o Botafogo-BA.

## Carreira

### Vitória
Vindo das categorias de base do rubro-negro baiano, passou por outros dois clubes por empréstimo para ganhar experiência: Itaúna, onde sagrou-se vice-campeão da Segunda Divisão Mineira de 2007 e garantindo o acesso do clube, e Gama, clube pelo qual disputou a Série B de 2008.
Em 2009, foi finalmente integrado ao elenco principal do clube que o revelou. Ganhou a titularidade nesse mesmo ano e participou ativamente das campanhas do tricampeonato baiano e do Brasileirão, certame em que o rubro-negro pintou no G4 durante várias rodadas. Deu sequência em 2010, mais uma vez sendo peça chave na equipe que conquistou o tetra estadual e o vice-campeonato da Copa do Brasil. No entanto, viu suas atuações diminuírem de qualidade no Brasileiro, e passou a ser reserva, disputando apenas 12 partidas no certame nacional. Em 2011, o mesmo ocorreu, embora o volante tenha somado mais partidas que no ano anterior.
Já em 2012, o jogador assumiu publicamente a vontade de deixar o clube, o que o deixou em atrito com a torcida. Como não houve nenhuma definição sobre sua transferência, Uelliton foi reincorporado e deu seguimento ao seu trabalho. Começou o Baianão em plena forma, sendo um dos jogadores mais regulares do elenco e diminuindo a desconfiança dos adeptos. Já na campanha da Série B, apesar dos bons resultados do Vitória, Uelliton voltou a entrar em atrito com a torcida, sendo criticado e culpado pelos torcedores por desentendimentos com Paulo César Carpegiani, que culminaram na demissão do treinador pouco tempo depois. Nas últimas partidas do campeonato, já não era sequer relacionado para o banco de reservas. Apesar do conturbado final de campanha, com algumas derrotas e queda na tabela, o Vitória conseguiu assegurar seu retorno à primeira divisão do futebol brasileiro.

### Cruzeiro
Ao final do ano, já desgastado com a diretoria e principalmente com os torcedores do rubro-negro baiano, Uelliton acertou com o Cruzeiro para a temporada 2013.

### Bahia
No inicio de fevereiro, o volante se transferiu para o Bahia por empréstimo de 1 ano, sendo o 2 jogador do rival a se transferir para o time na temporada de 2014.

### Avaí
Em dezembro de 2014, foi novamente emprestado, desta vez, para o Avaí.

## Estatísticas
Atualizado até 1 de março de 2015.
| Clube             | Ano               | Campeonato estadual | Campeonato estadual | Copa nacional | Copa nacional | Campeonato nacional | Campeonato nacional | Competições Sul-Americanas | Competições Sul-Americanas | Outras competições | Outras competições | Total | Total | Total |
| Clube             | Ano               | Jogos               | Gols                | Jogos         | Gols          | Jogos               | Gols                | Jogos                      | Gols                       | Jogos              | Gols               | Jogos | Gols  |       |
| ----------------- | ----------------- | ------------------- | ------------------- | ------------- | ------------- | ------------------- | ------------------- | -------------------------- | -------------------------- | ------------------ | ------------------ | ----- | ----- | ----- |
| Itaúna (emp.)     |                   |                     |                     |               |               |                     |                     |                            |                            |                    |                    |       |       |       |
| 2007              | 14                | 4                   | 0                   | 0             | 0             | 0                   | 0                   | 0                          | 0                          | 0                  | 14                 | 4     |       |       |
| Total             | 14                | 4                   | 0                   | 0             | 0             | 0                   | 0                   | 0                          | 0                          | 0                  | 14                 | 4     |       |       |
| Gama (emp.)       |                   |                     |                     |               |               |                     |                     |                            |                            |                    |                    |       |       |       |
| 2008              | 0                 | 0                   | 0                   | 0             | 13            | 0                   | 0                   | 0                          | 0                          | 0                  | 13                 | 0     |       |       |
| Total             | 0                 | 0                   | 0                   | 0             | 13            | 0                   | 0                   | 0                          | 0                          | 0                  | 13                 | 0     |       |       |
| Vitória           |                   |                     |                     |               |               |                     |                     |                            |                            |                    |                    |       |       |       |
| 2006              | 1                 | 0                   | 0                   | 0             | 1             | 0                   | 0                   | 0                          | 0                          | 0                  | 2                  | 0     |       |       |
| 2007              | 1                 | 0                   | 0                   | 0             | 0             | 0                   | 0                   | 0                          | 0                          | 0                  | 1                  | 0     |       |       |
| 2008              | 2                 | 0                   | 0                   | 0             | 0             | 0                   | 0                   | 0                          | 0                          | 0                  | 2                  | 0     |       |       |
| 2009              | 9                 | 0                   | 5                   | 0             | 26            | 3                   | 2                   | 1                          | 0                          | 0                  | 42                 | 4     |       |       |
| 2010              | 20                | 3                   | 9                   | 3             | 12            | 0                   | 0                   | 0                          | 0                          | 0                  | 41                 | 6     |       |       |
| 2011              | 20                | 2                   | 2                   | 0             | 22            | 0                   | 0                   | 0                          | 0                          | 0                  | 44                 | 2     |       |       |
| 2012              | 17                | 4                   | 6                   | 0             | 27            | 0                   | 0                   | 0                          | 0                          | 0                  | 50                 | 4     |       |       |
| Total             | 70                | 9                   | 22                  | 3             | 88            | 3                   | 2                   | 1                          | 0                          | 0                  | 182                | 16    |       |       |
| Cruzeiro          |                   |                     |                     |               |               |                     |                     |                            |                            |                    |                    |       |       |       |
| 2013              | 0                 | 0                   | 2                   | 0             | 0             | 0                   | 0                   | 0                          | 0                          | 0                  | 2                  | 0     |       |       |
| Total             | 0                 | 0                   | 2                   | 0             | 0             | 0                   | 0                   | 0                          | 0                          | 0                  | 2                  | 0     |       |       |
| Coritiba          |                   |                     |                     |               |               |                     |                     |                            |                            |                    |                    |       |       |       |
| 2013              | 0                 | 0                   | 0                   | 0             | 6             | 0                   | 0                   | 0                          | 0                          | 0                  | 6                  | 0     |       |       |
| Total             | 0                 | 0                   | 0                   | 0             | 6             | 0                   | 0                   | 0                          | 0                          | 0                  | 6                  | 0     |       |       |
| Bahia             |                   |                     |                     |               |               |                     |                     |                            |                            |                    |                    |       |       |       |
| 2014              | 7                 | 0                   | 5                   | 0             | 19            | 0                   | 1                   | 0                          | 0                          | 0                  | 32                 | 0     |       |       |
| Total             | 7                 | 0                   | 5                   | 0             | 19            | 0                   | 1                   | 0                          | 0                          | 0                  | 32                 | 0     |       |       |
| Avaí              |                   |                     |                     |               |               |                     |                     |                            |                            |                    |                    |       |       |       |
| 2015              | 7                 | 0                   | 0                   | 0             | 0             | 0                   | 0                   | 0                          | 0                          | 0                  | 7                  | 0     |       |       |
| Total             | 7                 | 0                   | 0                   | 0             | 0             | 0                   | 0                   | 0                          | 0                          | 0                  | 7                  | 0     |       |       |
| Total na carreira | Total na carreira | 98                  | 13                  | 29            | 3             | 126                 | 3                   | 3                          | 1                          | 0                  | 0                  | 256   | 20    |       |

## Títulos
Vitória
- Campeonato Baiano: 2009 e 2010

Bahia
- Campeonato Baiano: 2014

### Prêmios individuais
- Seleção do Campeonato Baiano: 2012[9]
- Seleção do Campeonato Baiano: 2014